# Кашина де Лјураги (Лоди)
Кашина де Лјураги је насеље у Италији у округу Лоди, региону Ломбардија.
Према процени из 2011. у насељу је живело 22 становника. Насеље се налази на надморској висини од 64 м.